# 東海地区大学野球連盟
東海地区大学野球連盟（とうかいちくだいがくやきゅうれんめい）とは、愛知県を除く岐阜、三重、静岡3県に所在の大学および高等専門学校の硬式野球部で構成された大学野球リーグである。全日本大学野球連盟の傘下団体である。

## 略史
1946年の学制改革を受けて翌年に全国新制大学野球連盟が発足。1952年には旧制大学連盟による全国大学野球連盟と新制大学野球連盟の合併と発展的解消により全日本大学野球連盟が誕生。愛知六大学野球連盟と共にその他の東海地域を東海地区として編成。翌年までには北陸地区を含めた中部地区大学野球連盟を編成した。
中部地区大学野球連盟内では、愛知六大学野球連盟以外は、全日本大学野球選手権への代表決定は、トーナメントを中心とした運営で行なわれていたが、1968年に北陸地区が、1976年から東海地区でも総当たり戦の運営に移行しそれぞれで連盟が発足した。
東海地区の所属チームは、1971年以後においては1991年の代表枠再編に伴う中部地区の解消まで全く代表校を出すことが出来なかった。
当時のリーグ戦は各校2戦の固定対戦方式、勝率制で順位を決定していた。秋は1回戦総当たりの後に上・下位の3校で順位決定リーグという方式を採用した時期もある。
1999年、愛知を除く岐阜、三重、静岡3県の所在全チームで3部制を取っていた運営方針を大幅転換し、県別連盟（静岡学生野球連盟、岐阜学生野球連盟、三重学生野球連盟）を下部組織（支部連盟）として編成して今に至っている。
表彰も各県別連盟ごとに選出のうえ、決勝リーグでも新たに選出する。決勝リーグの会場は3県の持ち回りで開催する。
なおこの再編措置は、運営の簡素化と各校負担の軽減と合わせて、各県別リーグ毎に代表校を全日本大学野球選手権大会に送り出せる将来構想をもって県別リーグへの移行を行なっている。

## 沿革
※関連団体についても併記
- 1946年 学制改革が実施
- 1947年 全国大学野球連盟と全国新制大学野球連盟が発足
- 1952年 全国大学野球連盟と全国新制大学野球連盟が合併し全日本大学野球連盟が発足。代表枠として愛知六大学野球連盟を含めた東海地区が組織される。
- 1953年 愛知・東海地区に北陸地区を加えて、中部地区大学野球連盟を編成。全日本大学野球選手権大会の代表については中部地区内の各地域代表複数校により代表決定戦を開始。
- 1965年 中部地区大学野球連盟の傘下から愛知大学野球連盟が独立。
- 1966年 三重大学が同年の全日本大学野球選手権に東海地区からの初の代表校として出場。（代表枠は中部地区）
- 1968年 中部地区大学野球連盟の傘下連盟として北陸大学野球連盟を発足したことにより、東海地区との間で中部地区代表決定戦を開始。
- 1972年 明治神宮野球大会の出場枠が再編され、中京地区として愛知大学野球連盟と中部地区大学野球連盟間で代表決定戦を開始
- 1975年 東海地区の運営を総当たりリーグ戦に移行するにあたり同年10月に新制の東海地区大学野球連盟を発足。
- 1980年 明治神宮野球大会の出場枠が再編され、愛知大学野球連盟が単独枠となり、中部地区大学野球連盟は隔年の出場となる。同年は中部地区としての代表権はなし。
- 1991年 全日本大学野球選手権大会の出場枠再編成に伴い中部地区大学野球連盟を解消し連盟単独の出場権を獲得（※1）
- 1999年 東海地区内の運営を再編成。県別リーグ移行に伴い連盟下部組織として静岡、岐阜、三重の各県学生野球連盟を発足。全国大会への連盟代表選出は3県リーグのそれぞれの優勝校による総当たり戦に
- 2005年 明治神宮野球大会の出場枠が再編され、北陸大学野球野球連盟と東海地区大学野球連盟と愛知大学野球連盟の3連盟間で1代表となる。
- 2016年 中京学院大学が全日本大学野球選手権で東海地区大学野球連盟代表として初めて優勝する。中京学院大学は大会初出場だった。

※1：当初は向こう3年間の試行期間として実施。2年後に正式に継続を決定。
- 2020年 新型コロナウイルスの影響により春季は中止。

## チーム数の変遷
| 年・期     | 全チーム数 | 静岡 | 岐阜 | 三重 | 備考                                                                                  |
| ---------- | ---------- | ---- | ---- | ---- | ------------------------------------------------------------------------------------- |
| 1999年秋季 | 16         | 5    | 7    | 4    | 現行の運営方式で東海地区大学野球連盟が開始                                            |
| 2000年春季 | 16         | 6    | 6    | 4    | 静岡リーグに日本大学国際関係学部が加盟 岐阜リーグから岐阜工業高等専門学校が脱退       |
| 2001年春季 | 17         | 6    | 6    | 5    | 三重リーグに鈴鹿国際大学（現：鈴鹿大学）が加盟                                        |
| 2002年春季 | 18         | 7    | 6    | 5    | 静岡リーグに富士常葉大学（現：常葉大学富士キャンパス）が加盟                          |
| 2003年春季 | 19         | 7    | 7    | 5    | 岐阜リーグに岐阜工業高等専門学校が再加盟                                              |
| 2005年春季 | 19         | 7    | 6    | 6    | 三重リーグに近畿大学工業高等専門学校が加盟 岐阜リーグから岐阜工業高等専門学校が再脱退 |
| 2013年春季 | 18         | 7    | 6    | 5    | 三重リーグから三重中京大学が脱退                                                      |
| 2017年春季 | 19         | 8    | 6    | 5    | 静岡リーグに聖隷クリストファー大学が加盟                                              |
| 2019年秋季 | 20         | 8    | 7    | 5    | 岐阜リーグに東海学院大学が加盟                                                        |

## 運営方法

### 構成
チームの所在地により三重県・岐阜県・静岡県の県別でリーグを編成。
県別リーグ終了後に各県リーグの優勝校による代表決定戦（決勝大会）を行なう。

### 対戦方法
春季と秋季にそれぞれリーグ戦を実施。

#### 県別リーグ
春秋共に2戦先勝方式の総当たりによる勝ち点制。（引き分けは再試合）
春季リーグは優勝チーム、秋季リーグは優勝と2位の2チームが代表決定戦に進出。

#### 代表決定戦（決勝大会）

##### 春季リーグ
1回戦総当たり（但し引き分けは再試合）

##### 秋季リーグ
1999年-2008年、2010年-2011年までは春季と同様の方式、2009年は優勝校のみのトーナメント式、各連盟から計2チーム合計6チームが出場することになった2012年からは変則式のトーナメント戦（準決勝からダブルイリミネーション式トーナメント）

##### 優勝特典
各県リーグ優勝校に対しては、春季は春季選手権大会（連盟代表決定戦）優勝校が全日本大学野球選手権大会の東海地区大学連盟代表としての出場権を獲得。秋季は優勝・準優勝校が東海・北陸・愛知三連盟王座決定戦の東海地区大学連盟代表となり、愛知大学野球連盟、北陸大学野球連盟のそれぞれの優勝・準優勝校と対戦し、優勝した場合に明治神宮野球大会大学の部出場権を獲得する。

#### 2戦先勝方式
同一の対戦校に対して先に2勝したチームがその相手校との対戦に勝利したとして対戦を終了する。（1勝1敗の場合は第3戦を行い決着を付ける。）

### 順位決定方法

#### 勝ち点制
同一対戦校に勝ち越した場合に勝ち点1を獲得し、勝ち点が多い方が上位。勝ち点が同じ場合は全体の勝率比較によって順位を決定。
勝ち点も勝率も同じ場合は、優劣の決定が必要な場合に限り決定戦（プレイオフ）を行なう。
決定戦の成績はリーグ戦の成績に加算しない。

## 試合会場
愛知県以外の東海3県内の公共球場を使用している。主な使用実績のある球場は以下の通り。
- 静岡県：松前球場、富士球場、草薙球場
- 岐阜県：長良川球場、大野レインボースタジアム、KYBスタジアム、中津川公園野球場夜明け前スタジアム、
- 三重県：豊里球場、伊勢球場、北勢球場、松阪球場、霞ヶ浦球場

## 加盟大学
※大学選手権＝全日本大学野球選手権大会出場回数、神宮大会＝明治神宮大会出場回数。（大学選手権と神宮大会の実績はは旧リーグ時代も含む）
※優勝回数は現行の方式に移行した1999年秋季以降

### 静岡学生野球連盟
| 学校                   | リーグ優勝回数 | 代表決定戦 優勝回数 | 大学選手権 | 神宮大会 | 最終出場大会      | 備考                                                                                             |
| ---------------------- | -------------- | ------------------- | ---------- | -------- | ----------------- | ------------------------------------------------------------------------------------------------ |
| 日本大学国際関係学部   | 29             | 7                   | 4          | 0        | 2025年 大学選手権 |                                                                                                  |
| 東海大学海洋学部       | 7              | 1                   | 1          | 0        | 2009年 大学選手権 |                                                                                                  |
| 常葉大学浜松キャンパス | 6              | 0                   | 0          | 0        | -                 | 旧：浜松大学（2013年大学改組に伴い改称）                                                         |
| 静岡大学               | 5              | 2                   | 2          | 0        | 2014年 大学選手権 |                                                                                                  |
| 静岡産業大学           | 4              | 1                   | 1          | 0        | 2003年 大学選手権 |                                                                                                  |
| 常葉大学静岡キャンパス | 0              | 0                   | 0          | 0        | -                 | 旧：富士常葉大学、常葉大学富士キャンパス、常葉大学静岡草薙キャンパス（2013年大学改組に伴い改称） |
| 静岡理工科大学         | 0              | 0                   | 0          | 0        | -                 |                                                                                                  |
| 聖隷クリストファー大学 | 0              | 0                   | 0          | 0        | -                 |                                                                                                  |

### 岐阜学生野球連盟
| 学校             | リーグ優勝回数 | 代表決定戦 優勝回数 | 大学選手権 | 神宮大会 | 最終出場大会      | 備考                          |
| ---------------- | -------------- | ------------------- | ---------- | -------- | ----------------- | ----------------------------- |
| 中部学院大学     | 22             | 14                  | 4          | 5        | 2024年 大学選手権 |                               |
| 朝日大学         | 11             | 1                   | 3          | 2        | 2004年 神宮大会   |                               |
| 岐阜聖徳学園大学 | 9              | 4                   | 3          | 1        | 2021年 大学選手権 | 旧：岐阜教育大学              |
| 中京学院大学     | 5              | 3                   | 2          | 0        | 2019年 大学選手権 | 全日本大学野球選手権優勝：1回 |
| 岐阜協立大学     | 4              | 1                   | 1          | 0        | 2017年 大学選手権 | 旧：岐阜経済大学              |
| 岐阜大学         | 0              | 0                   | 0          | 0        | -                 |                               |
| 東海学院大学     | 0              | 0                   | 0          | 0        | -                 |                               |

### 三重学生野球連盟
| 学校                     | リーグ優勝回数 | 代表決定戦 優勝回数 | 大学選手権 | 神宮大会 | 最終出場大会      | 備考             |
| ------------------------ | -------------- | ------------------- | ---------- | -------- | ----------------- | ---------------- |
| 皇學館大学               | 15             | 3                   | 1          | 0        | 2015年 大学選手権 |                  |
| 四日市大学               | 7              | 0                   | 0          | 0        | -                 |                  |
| 三重大学                 | 3              | 0                   | 3          | 0        | 1991年 大学選手権 |                  |
| 鈴鹿大学                 | 1              | 0                   | 0          | 0        | -                 | 旧：鈴鹿国際大学 |
| 近畿大学工業高等専門学校 | 0              | 0                   | 0          | 0        | -                 |                  |

### かつて所属していた大学
| 学校                          | 所属 リーグ | リーグ 優勝回数 | 代表決定戦 優勝回数 | 大学選手権 | 神宮大会 | 最終 出場大会   | 備考                                                                      |
| ----------------------------- | ----------- | --------------- | ------------------- | ---------- | -------- | --------------- | ------------------------------------------------------------------------- |
| 岐阜薬科大学                  | -           | -               | -                   | 0          | 0        | -               | 旧方式時代に所属 現行方式移行前の1999年春季をもって脱退                   |
| 岐阜工業高等専門学校          | 岐阜        | 0               | 0                   | 0          | 0        | -               | 1999年秋季限りで一度脱退 2003年春季に再加盟するも2004年秋季をもって再脱退 |
| 三重中京大学 （旧・松阪大学） | 三重        | 25              | 14                  | 10         | 2        | 2012年 神宮大会 | 2012年秋季をもって脱退 2013年大学が廃校                                   |

## 歴代優勝チーム
旧1部リーグ優勝回数(1999年秋以前3部リーグ制)
10回 静岡大学
9回  松阪大学
8回  朝日大学
4回  三重大学
2回  岐阜大学、岐阜経済大学
現行の方式に移行(1999年秋季以降県別リーグ制の成績)
- ◇：代表決定戦優勝チーム
- ◎：明治神宮野球大会出場権獲得
- ☆：全国大会優勝
- 2012年以降の秋季リーグは決定戦出場校で上記が地区優勝チーム、下記が地区2位チーム

| 開催年        | 静岡学生野球リーグ代表                      | 岐阜学生野球リーグ代表         | 三重学生野球リーグ代表    |
| ------------- | ------------------------------------------- | ------------------------------ | ------------------------- |
| 1999秋        | 浜松大学                                    | 朝日大学                       | 松阪大学◇                 |
| 2000春        | 浜松大学                                    | 朝日大学                       | 松阪大学◇                 |
| 2000秋        | 静岡産業大学                                | 岐阜聖徳学園大学               | 松阪大学◇                 |
| 2001春        | 静岡大学                                    | 岐阜聖徳学園大学◇              | 松阪大学                  |
| 2001秋        | 浜松大学                                    | 岐阜聖徳学園大学               | 松阪大学◇                 |
| 2002春        | 静岡大学                                    | 岐阜聖徳学園大学◇              | 松阪大学                  |
| 2002秋        | 日本大学国際関係学部                        | 岐阜聖徳学園大学◇◎             | 松阪大学                  |
| 2003春        | 静岡産業大学◇                               | 朝日大学                       | 松阪大学                  |
| 2003秋        | 浜松大学                                    | 朝日大学                       | 松阪大学◇                 |
| 2004春        | 日本大学国際関係学部                        | 朝日大学                       | 松阪大学◇                 |
| 2004秋        | 東海大学海洋学部                            | 朝日大学◇◎                     | 松阪大学                  |
| 2005春        | 日本大学国際関係学部◇                       | 朝日大学                       | 三重中京大学              |
| 2005秋        | 東海大学海洋学部                            | 岐阜聖徳学園大学               | 三重中京大学◇             |
| 2006春        | 日本大学国際関係学部◇                       | 岐阜聖徳学園大学               | 三重中京大学              |
| 2006秋        | 日本大学国際関係学部◇                       | 岐阜聖徳学園大学               | 三重大学                  |
| 2007春        | 日本大学国際関係学部                        | 中部学院大学◇                  | 三重大学                  |
| 2007秋        | 日本大学国際関係学部                        | 中部学院大学                   | 三重中京大学◇             |
| 2008春        | 東海大学海洋学部                            | 中部学院大学                   | 三重中京大学◇             |
| 2008秋        | 日本大学国際関係学部                        | 朝日大学                       | 三重中京大学◇             |
| 2009春        | 東海大学海洋学部◇                           | 岐阜聖徳学園大学               | 三重中京大学              |
| 2009秋        | 日本大学国際関係学部                        | 中部学院大学◇                  | 三重中京大学              |
| 2010春        | 東海大学海洋学部                            | 中部学院大学                   | 三重中京大学◇             |
| 2010秋        | 日本大学国際関係学部                        | 中部学院大学                   | 三重中京大学◇             |
| 2011春        | 日本大学国際関係学部◇                       | 中部学院大学                   | 三重中京大学              |
| 2011秋        | 日本大学国際関係学部                        | 中部学院大学◇                  | 三重中京大学              |
| 2012春        | 日本大学国際関係学部                        | 岐阜経済大学                   | 三重中京大学◇             |
| 2012秋        | 浜松大学 日本大学国際関係学部               | 朝日大学 中京学院大学          | 三重中京大学◇◎ 四日市大学 |
| 2013春        | 日本大学国際関係学部                        | 中部学院大学◇                  | 四日市大学                |
| 2013秋        | 日本大学国際関係学部 常葉大学浜松キャンパス | 中部学院大学◇◎ 朝日大学        | 四日市大学 鈴鹿国際大学   |
| 2014春        | 静岡大学◇                                   | 中京学院大学                   | 皇學館大学                |
| 2014秋        | 日本大学国際関係学部 静岡大学               | 朝日大学 中部学院大学◇◎        | 鈴鹿国際大学 三重大学     |
| 2015春        | 常葉大学浜松キャンパス                      | 中京学院大学                   | 皇學館大学◇               |
| 2015秋        | 日本大学国際関係学部 東海大学海洋学部       | 岐阜経済大学 中京学院大学◇     | 四日市大学 皇學館大学     |
| 2016春        | 日本大学国際関係学部                        | 中京学院大学◇☆                 | 四日市大学                |
| 2016秋        | 日本大学国際関係学部 静岡大学               | 中部学院大学◇ 中京学院大学     | 四日市大学 皇學館大学     |
| 2017春        | 日本大学国際関係学部                        | 岐阜経済大学◇                  | 三重大学                  |
| 2017秋        | 日本大学国際関係学部 東海大学海洋学部       | 中部学院大学◇ 朝日大学         | 四日市大学 三重大学       |
| 2018春        | 日本大学国際関係学部◇                       | 中部学院大学                   | 四日市大学                |
| 2018秋        | 日本大学国際関係学部 静岡産業大学           | 中部学院大学 岐阜聖徳学園大学  | 皇學館大学◇ 四日市大学    |
| 2019春        | 東海大学海洋学部                            | 中京学院大学◇                  | 皇學館大学                |
| 2019秋        | 日本大学国際関係学部◇ 東海大学海洋学部      | 中部学院大学                   | 皇學館大学                |
| 2020秋（注1） | 日本大学国際関係学部                        | 中部学院大学◇                  | 皇學館大学                |
| 2021春        | 日本大学国際関係学部                        | 岐阜聖徳学園大学（注2）◇       | 皇學館大学                |
| 2021秋        | 静岡大学 日本大学国際関係学部               | 中部学院大学◇◎ 中京学院大学    | 皇學館大学 鈴鹿大学       |
| 2022春        | 静岡大学◇                                   | 中京学院大学                   | 皇學館大学                |
| 2022秋        | 静岡産業大学 静岡大学                       | 岐阜協立大学 岐阜聖徳学園大学  | 皇學館大学◇ 四日市大学    |
| 2023春        | 東海大学海洋学部                            | 中部学院大学◇                  | 皇學館大学                |
| 2023秋        | 日本大学国際関係学部 静岡産業大学           | 中部学院大学◇ 岐阜聖徳学園大学 | 皇學館大学 四日市大学     |
| 2024春        | 日本大学国際関係学部                        | 中部学院大学◇                  | 皇學館大学                |
| 2024秋        | 静岡産業大学 日本大学国際関係学部           | 中部学院大学◇ 岐阜聖徳学園大学 | 皇學館大学 四日市大学     |
| 2025春        | 日本大学国際関係学部◇                       | 朝日大学                       | 皇學館大学                |
| 2025秋        |                                             |                                |                           |

- （注1）：新型コロナウイルスの影響を考慮して、優勝校のみ出場。明治神宮大会及び3連盟代表決定戦は中止
- （注1）：優勝したのは中部学院大学だが、部内で新型コロナウイルス感染症が発生したため辞退。さらに2位の中京学院大学、3位の朝日大学も新型コロナウイルス感染症の影響で出場を辞退したため4位の岐阜聖徳学園大学が繰り上げ出場。